# Korzenie koralkowe

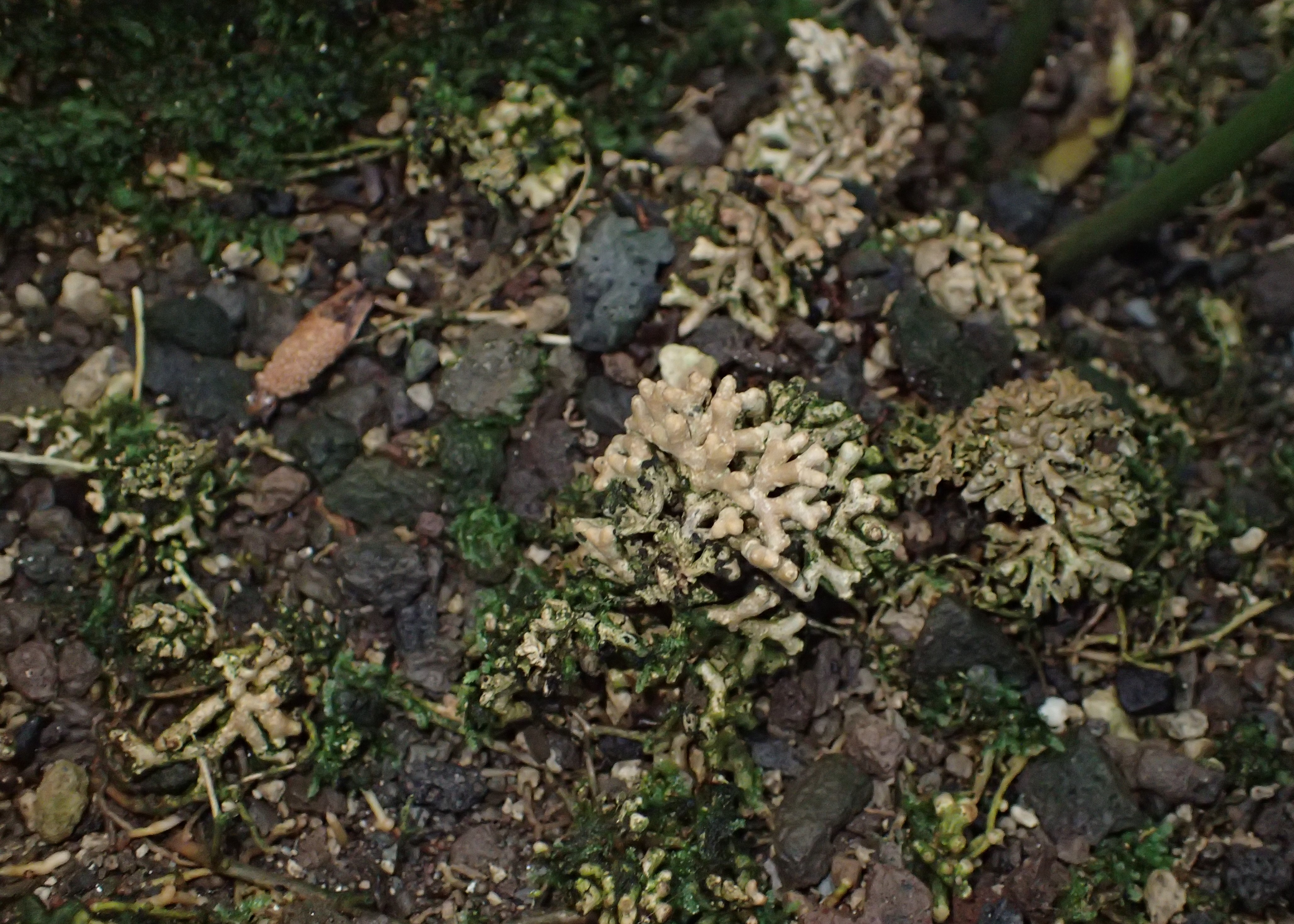
Korzenie koralkowe u ceratozamii meksykańskiej

Korzenie koralkowe – charakterystyczne dla sagowców korzenie tworzące się w warstwie przypowierzchniowej gleby i często wystające nieco ponad jej powierzchnię, zapewniające siedlisko sinicom z rodzajów Nostoc i Anabaena, zdolnym do wiązania azotu atmosferycznego.
Korzenie te rozwijają się niezależnie od obecności symbionta – także u roślin uprawianych w sterylnej kulturze. Powstają zwykle z korzeni bocznych z typowego dla sagowców palowego systemu korzeniowego. Korzenie te rozrastają się początkowo poziomo tuż pod powierzchnią ziemi, a następnie tworzą korzenie boczne wyrastające z perycyklu, bardzo obficie rozgałęziające się dichotomicznie, rosnące ku górze i tworzące nabrzmiałe zakończenia. W czasie wzrostu wykazują nie tylko ujemny geotropizm (ageotropizm), ale także rosną ku powietrzu (aerotropizm) i światłu (fototropizm). Wzrost korzeni koralkowych jest intensywniejszy u młodych roślin i tych uprawianych w warunkach szklarniowych, niż u starych i rosnących w warunkach naturalnych. W dojrzałym korzeniu krótkie hormogonia dostają się przez tkankę okrywającą do przestrzeni w korze wtórnej. Tam zostają pokryte warstwą śluzu. Mające zdolność przeprowadzania fotosyntezy w korzeniach sagowców sinice wykazują miksotrofizm. Obecność symbiontów umożliwia roślinom korzystanie z azotu atmosferycznego. W przypadku Macrozamia riedlei wyliczono, że sinice z tym gatunkiem związane wiążą 18,6–18,8 kg azotu/ha. Azot organiczny jest przekazywany przez sinice roślinie w postaci cytruliny, glutaminy i w mniejszej ilości kwasu glutaminowego. Dzięki tym związkom sagowce rozwijać się mogą na skrajnie ubogich glebach.